# Anale geslachtsgemeenschap

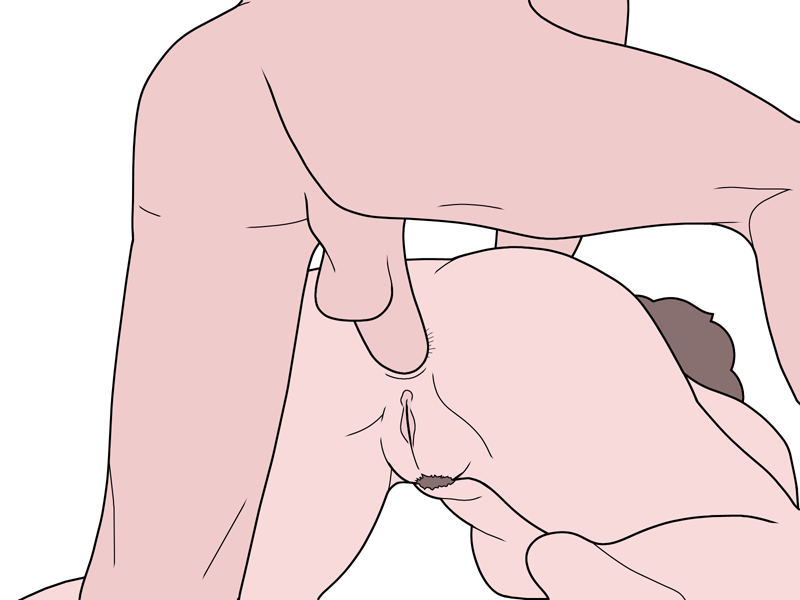
Anale geslachtsgemeenschap

Anale geslachtsgemeenschap (coïtus analis, (genito-)anaal verkeer, informeel op zijn Grieks, kontneuken, anaal neuken) is het door een penis penetreren van de anus. Het is een vorm van anale seks en een vorm van geslachtsgemeenschap. Met een vrouw als actieve partner, met behulp van een voorbinddildo, heet dit pegging.

## Anale gemeenschap tussen man en vrouw
Anaal geslachtsverkeer tussen een man en een vrouw leidt bij vrouwen niet tot zwangerschap. In culturen die het geloof in een intact maagdenvlies hoog houden kan men op deze wijze seksuele gemeenschap hebben.  
Volgens de British Medical Journal (The BMJ) hebben jonge vrouwen meer anale seks. Een van de oorzaken is de opkomst van pornografie. 
Anale seks in heteroseksuele relaties wordt meestal niet gerapporteerd en dus is er ook minder data van, ondanks dat heteroseksuele anale seks wel gebeurt. 

## Anale gemeenschap tussen mannen
Bij geslachtsgemeenschap tussen mannen is variatie mogelijk in de handelende (penetrerende) respectievelijk ontvangende partner.  Hiervoor worden de termen top en bottom gebruikt om iemand die een voorkeur heeft voor een van beide rollen heeft aan te duiden. Een persoon met voorliefde voor anaal neuken maar zonder duidelijke voorkeur voor de rol daarin, wordt versatile genoemd. Als synoniemen van top en bottom komen ook actief en passief voor.

## Gezondheidsrisico's
Omdat de anus in tegenstelling tot de vagina of mond geen vochtklieren heeft is een glijmiddel bij penetratie essentieel om wondjes door frictie te voorkomen. Bij te veel spanning in de sluitspier kan een anuskloofje ontstaan, een klein scheurtje in het slijmvlies bij de uitgang van de anus. Wondjes verhogen de kans op de overdracht van een seksueel overdraagbare aandoening.
Bij anaal neuken zonder condoom bestaat kans op een seksueel overdraagbare aandoening. De kans op hiv-besmetting bedraagt ongeveer 2% per penetratie wanneer de penetrerende partner hiv-positief is en de ontvangende partner niet, en 0,2% wanneer dit andersom is.